# ЗУР семейство „Стандарт“
Standard – семейство американски твърдогоривни зенитни управляеми ракети клас „кораб–въздух“, със среден и голям обхват на действие.
До 1992 г. основната компания разработваща ракетите е подразделението на компанията „Дженерал динамикс“ в Помона, след закупуването му от „Хюз“ работата по проекта се води от съвместно предприятие на „Хюз“ и „Ритеон“ – Standard Missile Company (SMCo). По-късно, компанията „Ритеон“ става собственик на концерна „Хюз“, ставайки по този начин, единственият им производител. По състояние към 2001 г. са произведени над 21 000 ракети от семейството на „Standard“ в различните им модификации.

## Описание
Тези ракети са последващо развитие на зенитните ракетни комплекси RIM-24 Tartar и RIM-2 Terrier. Разработката на ЗУР започва през 1964 г. През 1967 г. е приета на въоръжение от ВМС на САЩ ракетата със средна далечина на действие SM-1MR (RIM-66A Standard), а през 1968 ЗУР с голяма далечина SM-1ER (RIM-67A Standard). ЗУР са предназначени за отбрана на корабите от удари по въздуха на средни (от 20 до 100 км) и големи (над 100 км) дистанции. На базата на тези ракети са създадени няколко модификации противокорабни (клас „кораб–кораб“) и противорадиолокационни („въздух–повърхност“) управляеми ракети със същото название. Производството на ракетите „Стандарт-1“ или „SМ-1“, започва през 1967 г. и продължава в течение на 20 години, до 1985.
На основата на ЗУР „Стандарт-1“ е разработено ново поколение ракети – „Стандарт-2“, за използване съвместно с БИУС „Аеджис“.

### SM-1
Поколението ракети SM-1 се състои от зенитната ракета със средна далечина RIM-66 SM-1MR (явяваща се развитие на RIM-24 „Tartar“) и далекобойната ракета RIM-67 SM-1ER (явяваща се развитие на RIM-2 „Terrier“). Ракетите от това поколение нямат автопилот, и се насочват към целта непрекъснато от момента на изстрелването; така, РЛС за целеуказание трябва да осъществява „подсветката“ на целта непрекъснато през цялото време, докато лети ракетата. Това съществено ограничава огневата производителност на зенитния комплекс и го прави по-уязвим за средствата на РЕБ.

#### RGM-66
Всички ракети от семейството „Стандарт“ имат ограничени възможности за използване против надводни кораби на противника. Също са създадени няколко специализирани противокорабни модификации, обозначени като RGM-66. Снабдени с пасивни глави за самонасочване, тези ракети се насочват по излъчването на работещите РЛС на корабите на противника или наземните радари; също е разработен (но не е приет на въоръжение) моделът RGM-66F с активна глава за самонасочване.

#### AGM-78 Standard ARM
Авиационна противорадиолокационна ракета, разработена на базата на SM-1 за поразяване от голяма дистанция на радиолокаторите на противника. Разработена е за замяна на остарялата AGM-45 Shrike, имаща малък радиус на действие. Обладава способност да запомня положението на целта, и да поразява РЛС на противника даже в случай, че тя вече не работи. Снета е от въоръжение в края на 1980-те.

#### AIM-97 Seekbat
Неприета на въоръжение далекобойна ракета „въздух-въздух“, разработена на базата на AGM-78 Standard ARM. Предназначен е за въоръжение на изтребителите McDonnell Douglas F-15 Eagle; предполага се да се използва за унищожаване на скоростни прехващачи, като например МиГ-25. Трябва да има комбинирана полуактивна радиолокационна и инфрачервена глава за самонасочване; по ред причини (несвързани с ракетата) изпитанията ѝ са малоуспешни и ракетата не е приета на въоръжение.

### SM-2
Поколението ракети SM-2 се отличава от предходното с наличието на ракетите на инерционен автопилот. То се състои от ракетата със среден радиус на действие RIM-66 SM-2MR, далекобойната ракета RIM-67 SM-2ER и новата далекобойна ракета RIM-126 SM-2ER.
Главната разлика на поколението SM-2 се явява наличието на инерционен автопилот. Голяма част от пътя ракетата лети по програмирана траектория, и се нуждае от целеуказание само за точното самонасочване около целта. За сметка на това се появява възможност значително да се повиши огневата производителност на комплекса; ракетите се изстрелват в максимален темп по посока на целите, а РЛС за целеуказание се включват за няколко секунди само когато ракетата се оказва до целта. Модификацията на семейството SM-2, разработени за взаимодействие с БИУС „Аеджис“ имат двустранен канал за свръзка с кораба-носител, което позволява да се препрограмира автопилота в полет (например, ако целта рязко променя своя курс).

### SM-3
Поколението SM-3 е представено от специализираните противоракети RIM-161 SM-3, разработени за поразяване на балистични цели зад пределите на атмосферата (бойни блокове на балистични ракети и космически апарати на ниски орбити). За тяхното насочване се използва модифицирана БИУС „Аеджис“. Ракетите от това поколение използват за прихващането на космическите цели и балистичните ракети с малък и среден радиус на действие на произволен участък от тяхната траектория (при ускоряване, балистичния участък и на влизането в атмосферата) и са предназначени за отбраната на съединенията на флота или на наземни обекти от ограничено ракетно нападение. Комплексът SM-3 съставлява част от Националната Противоракетна Отбрана на САЩ.

### SM-4 LASM
Неприета на въоръжение версия на ракетата, създавана за обстрел на наземни цели. Обозначена като RGM-165 LASM (на английски: Land-Attack Standard Missile – Противоповърхностна Ракета Стандарт), ракетата трябва да носи утежнена бойна част и инерционно насочване, комбинирано с насочване по GPS. Флотът предполага да използва ракетата като замяна на тежката корабна артилерия, за бомбардировка на брега и поддръжка на действията на морската пехота, поразяване на укрепления, струпвания на войски на противника и позиции на отбраната. Макар изпитанията да преминават успешно, флотът се отказва от приемането на ракетата на въоръжение поради неспособността ѝ да поразява добре защитени или подвижни цели.

### SM-5
Това е проект за зенитна ракета от ново поколение, с активна радиолокационна глава за самонасочване и възможност за външно целеуказание. По-късно е рестартиран като SM-6.

### SM-6
Поколението SM-6 представлява нова стъпка в развитието на ракетите от семейството на „Стандарт“, представен от новата далекобойна зенитна ракета RIM-174 SM-6 ERAM (на английски: Extended Range Active Missile – ракета с активно самонасочване, с увеличена далечина на полета. Основната разлика от предшестващите поколения се явява използването на активна радиолокационна глава за самонасочване, което позволява на ракетите SM-6 ефективно да поразяват цели без целеуказание от борда на кораба-носител. Това съществено повишава ефективността на използване по нисколетящи цели (скрити от радарите на кораба-носител зад хоризонта) и позволява да се поразяват цели по външно целеуказание (например, от борда на самолет за ДРЛО).

## ТТХ
| Система                | SM-1 Medium Range | SM-1 Extended Range | SM-2 Medium Range     | SM-2 Extended Range        | SM-3                       | SM-6 ERAM                            |
| ---------------------- | ----------------- | ------------------- | --------------------- | -------------------------- | -------------------------- | ------------------------------------ |
| Вариант                | RIM-66E           | RIM-67A             | RIM-66M               | RIM-156A                   | RIM-161B                   | RIM-174                              |
| Дължина                | 4,41 м            | 7,90 м              | 4,72 м                | 6,55 м                     | 6,60 м                     | 6,55 м                               |
| Стартово тегло         | 630 кг            | 1340 кг             | 708 кг                | 1466 кг                    | 1501 кг                    | 1500 кг                              |
| Диаметър               | 0,34 м            | 0,34 м              | 0,34 м                | 0,53 м                     | 0,34 м                     |                                      |
| Размах на крилата      | 1,08 м            | 1,60 м              | 1,08 м                | 1,08 м                     | 1,57 м                     |                                      |
| Двигател               | едностепенен ТГРД | двустепенен ТГРД    | едностепенен ТГРД     | двустепенен ТГРД           | тристепенен ТГРД           |                                      |
| Далечина на полета     | 45 км             | 65 км               | 167 км                | 240 км                     | 500+ км                    | 240 км                               |
| Височина на поразяване | 24 км             | 24 км               | 24+ км                | 33 км                      | > 247 км                   | 33 км                                |
| Скорост                | М2+               | М2+                 | М3,5                  | М3,5                       | 9600 км/ч                  | М3,5                                 |
| Система за управление  | ПАРЛ              | ПАРЛ, ИНС           | ПАРЛ, ИНС, ИЧ         | ПАРЛ, ИНС                  | ГНСС, ИНС, ИЧ              | ИНС, АРЛ                             |
| Бойна част             | 62 кг Пръти       | 62 кг Пръти         | 113 кг Осколочна      | 113 кг Осколочна           | LEAP (кинетичен прехващач) | кинетична или осколочна Mk 125       |
| Пускова установка      | Mk 13             | Mk 10               | Mk 13 / Mk 26 / Mk 41 | Mk 41 (вертикална, Аеджис) | Mk 41                      | Mk 41                                |
| На въоръжение от,      | 1983              | 1969                | 1981                  | 1998                       | Изпитания от 2004          | Планира се от 2011 Изпитания от 2008 |
| Стойност на единица    | 601 500 USD       | 409 000 USD         | 421 400 USD           | k. A.                      | ~990 000 USD               |                                      |

- В таблицата не са включени ТТХ на ракетата AGM-78 Standard ARM, която също се отнася към семейството „Стандарт“, макар и да няма индекс SM., AGM-78 е противорадиолокационна ракета с въздушно базиране, с далечен обхват, използва се от американския военноморски флот и американските военновъздушни сили през войната във Виетнам.

## Използване в бой
На 12 октомври 2016 г., американският разрушител USS DDG-87 „Мейсън“ изстрелва две ракети SM-2MR и една ESSM за отразяване на атака от противокорабни ракети, изстреляни от територията на Йемен.

## Коментари
1. ↑  Буквите показват принадлежността към определен класː ВВ – линкор, СС, CL, СА – съответно линеен, лек или тежък крайцер, CV – самолетоносач, DD – разрушител, SS – подводница и т.н.

### Рускоезични
- ЗРК – США – Стандарт Архив на оригинала от 2009-05-01 в Wayback Machine. Сайт Энциклопедия Кораблей
- ЗУР СЕМЕЙСТВА „STANDARD“ Сайт Вестник ПВО
- Ваннах, Михаил. Потомки Тартара рвутся к небу //   Компьютерра, 2008-06-09.  Архивиран от оригинала на 2017-08-28. Посетен на 2012-11-01. (на руски)

### На английски език
- Raytheon’s Standard Missile Naval Defense Family (SM-1 to SM-6) //   Defense Industry Daily, 4 октомври 2012.  Архивиран от оригинала на 5 ноември 2012. Посетен на 30 октомври 2012. (на английски)
- Страница The Standard Missile Family Оф. сайт Raytheon

|  | Тази страница частично или изцяло представлява превод на страницата „ЗУР семейства „Стандарт““ в Уикипедия на руски. Оригиналният текст, както и този превод, са защитени от Лиценза „Криейтив Комънс – Признание – Споделяне на споделеното“, а за съдържание, създадено преди юни 2009 година – от Лиценза за свободна документация на ГНУ. Прегледайте историята на редакциите на оригиналната страница, както и на преводната страница, за да видите списъка на съавторите. ВАЖНО: Този шаблон се отнася единствено до авторските права върху съдържанието на статията. Добавянето му не отменя изискването да се посочват конкретни източници на твърденията, които да бъдат благонадеждни. |